# Johan Jarlén
Johan ("John") Jonatan Assaf Jarlén, född 4 november 1880 i Göteborg, död 18 april 1955 där, var en svensk arkitekt och gymnast.

## Biografi
Johan Jarlén var son till överläraren Albin Jarlén och Anna-Kajsa Westlund. Efter studentexamen 1901 bedrev han studier vid Chalmers tekniska institut och vid Kungliga Akademien för de fria konsterna 1905–1908. Han var anställd hos Sigfrid Ericson i Göteborg 1905 och hos Ernst Torulf i samma stad året därpå. Under studietiden i Stockholm arbetade han hos Alfred Danielsson-Bååk. Från 1909 drev han egen arkitektbyrå i Göteborg.
Jarlén var som ung en aktiv idrottsman och var bland annat ordförande för Chalmers gymnastikförening 1902–1905. Han ingick i den svenska gymnastiktruppen vid Olympiska sommarspelen 1908 i London och blev därmed delaktig i truppens kollektiva guldmedalj.
Johan Jarlén är begravd på Östra kyrkogården i Göteborg.

## Verk i urval
- Antens kapell i Alingsås (1914–1915) [1]
- Soldathem i Uddevalla, 1914
- Landshövdingehus på Erik Dahlbergsgatan, Göteborg, 1916
- Landshövdingehus, Järven 5 vid Tingvallaplan i Trollhättan
- Bagaregårdsskolan, Bagaregårdsgatan 4, Göteborg, 1918
- Pensionärshemmet, Uddevallagatan 12, Göteborg, 1921
- Lödöseskolan, Harald Stakegatan 8, Göteborg, 1921
- Gårda Missionskyrka, Dämmevägen 21, 1924. (riven)
- Församlingshem, Bagaregårdsgatan, Göteborg, 1931
- Folkets hus, Trollhättan
- Ett tiotal hyreshus i Göteborg
- Ett sjuttiotal landshövdingehus i Göteborg
- Skolhusbyggnader och restaurang på Hönö
- Pensionärshem på olika platser
- Omkring 100 villor
- Missionskyrkor i Göteborg och Trollhättan
- Kapell i Mjörnsjö

## Bildgalleri

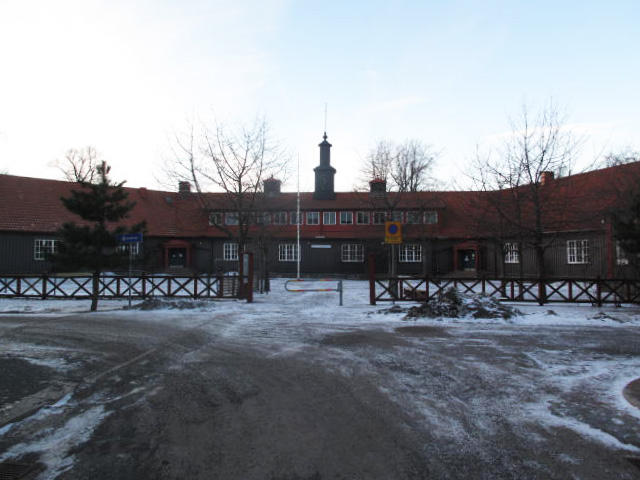
Bagaregårdsskolan, Göteborg
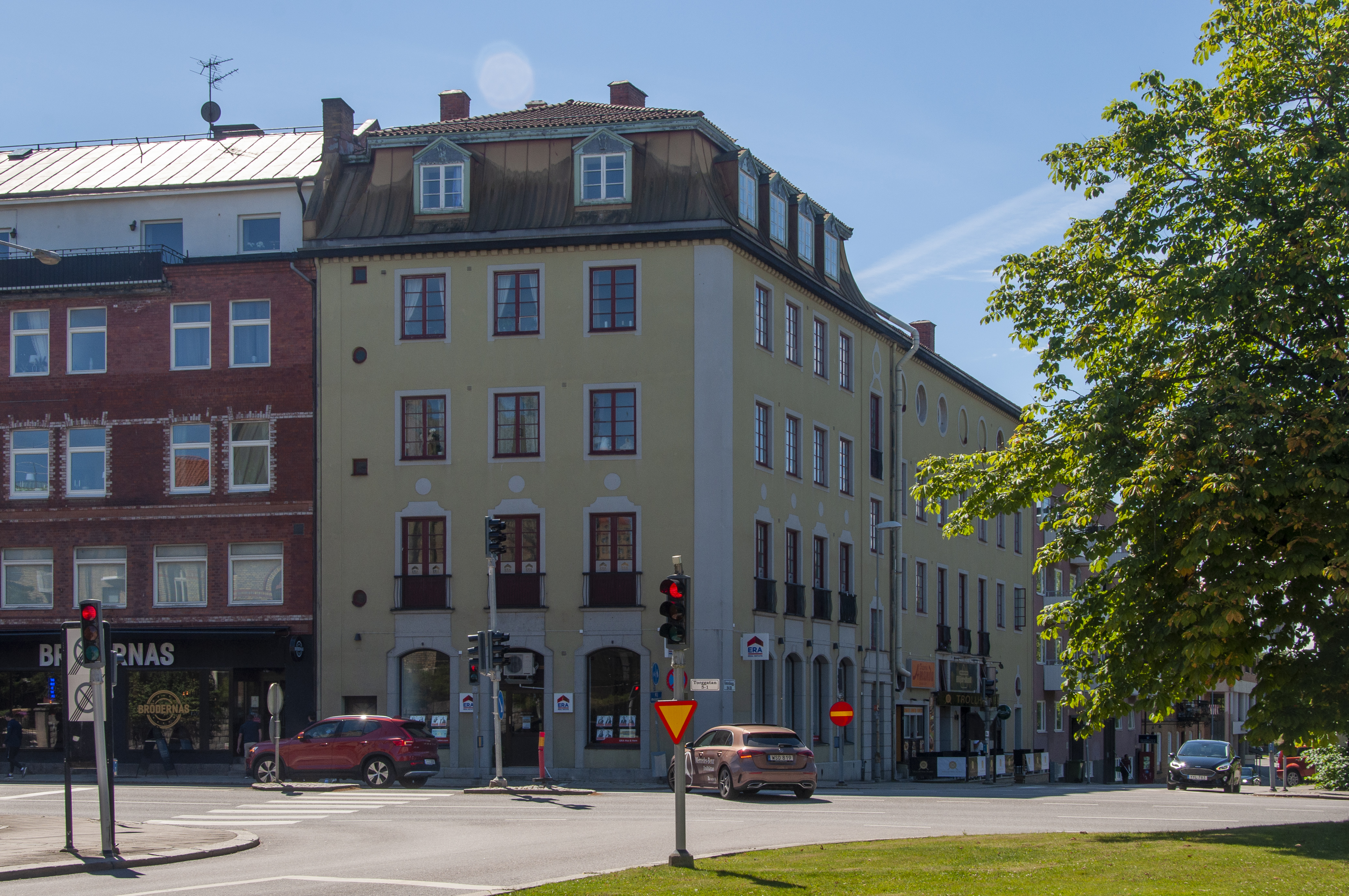
Trollet 12, Österlånggatan 54, Trollhättan, byggt 1923
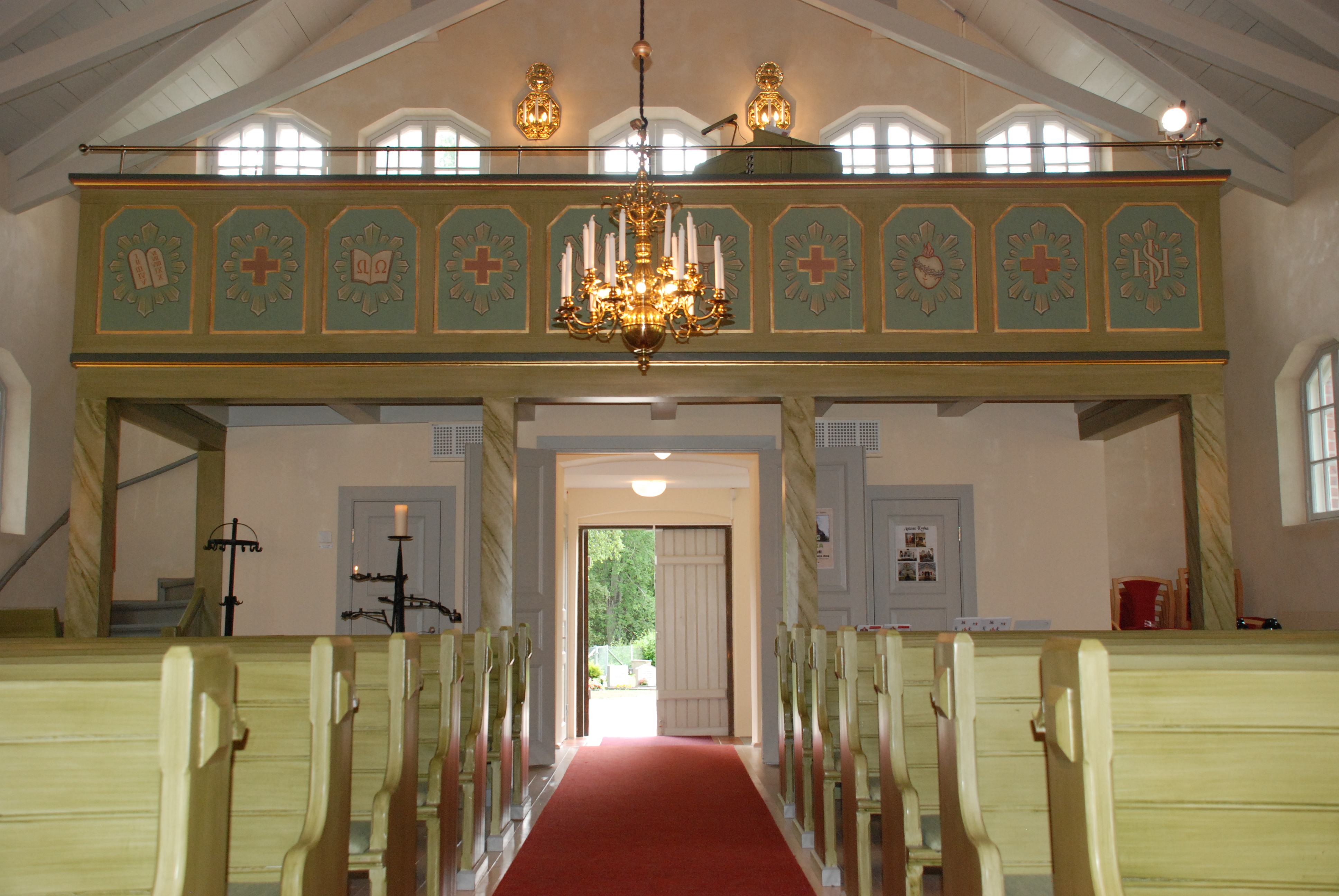
Antens kapell
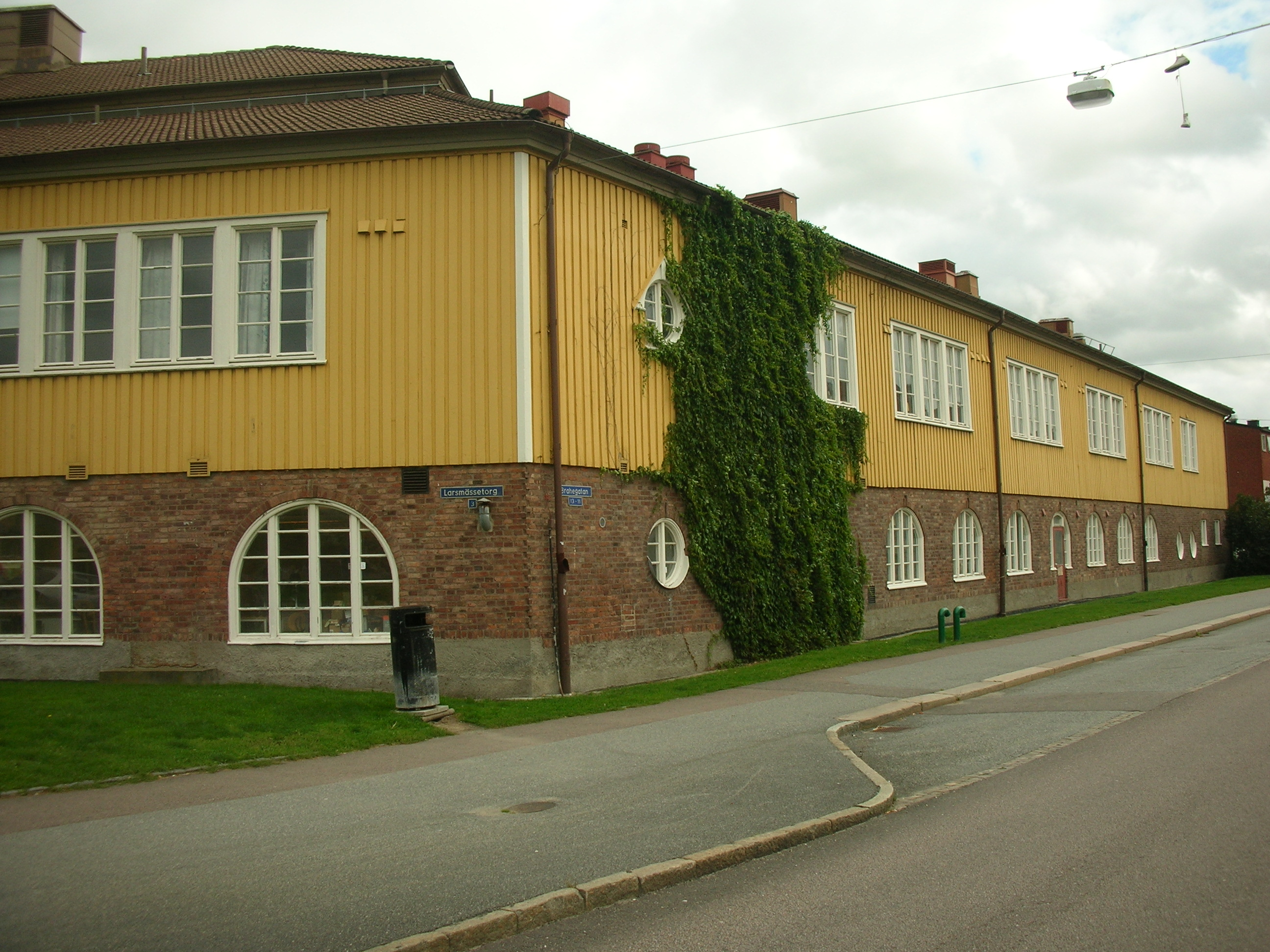
Gamlestadsskolan
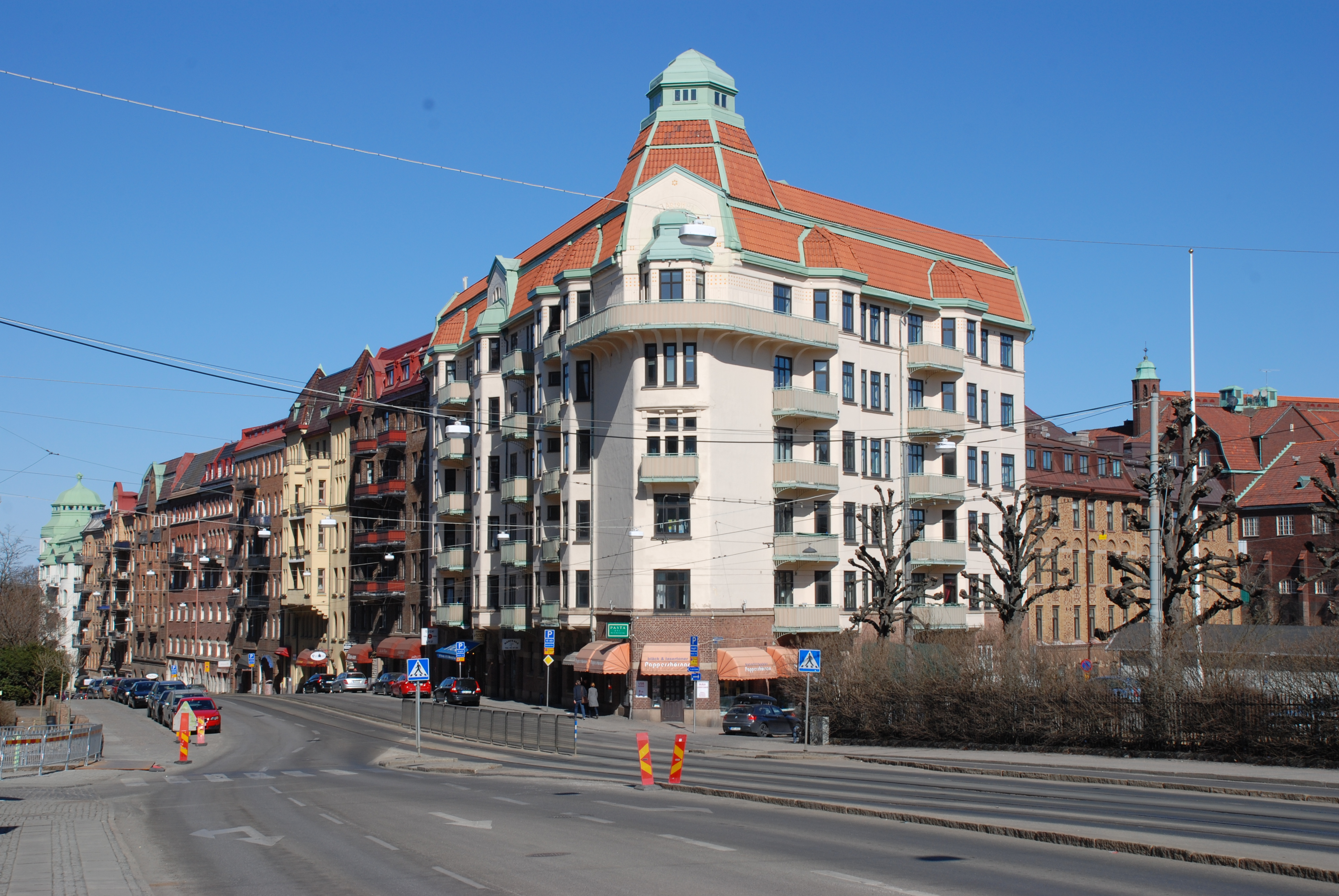
Aschebergsgatan 40 (tillsammans med E. Thorulf)
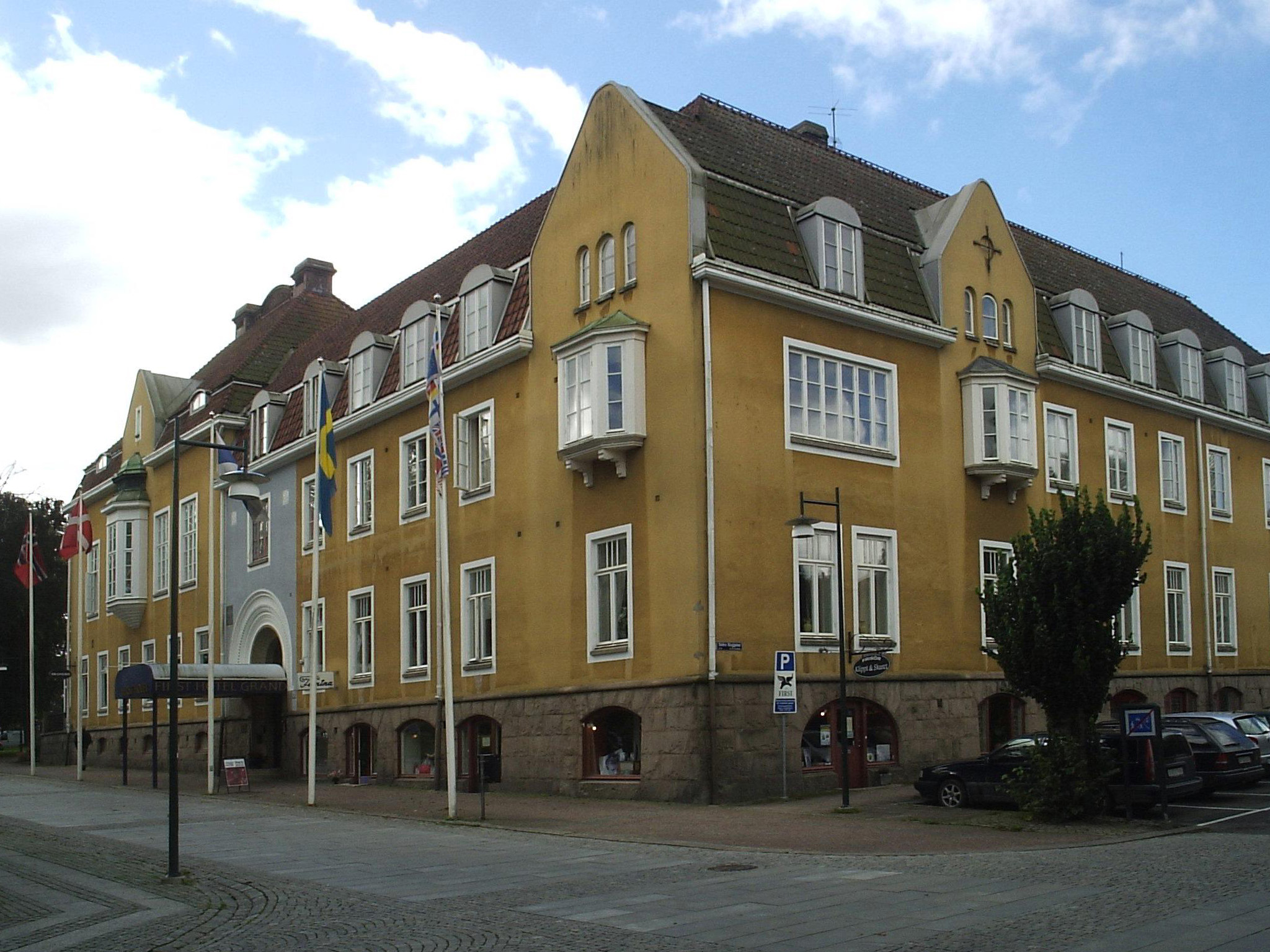
Alingsås stadshotell
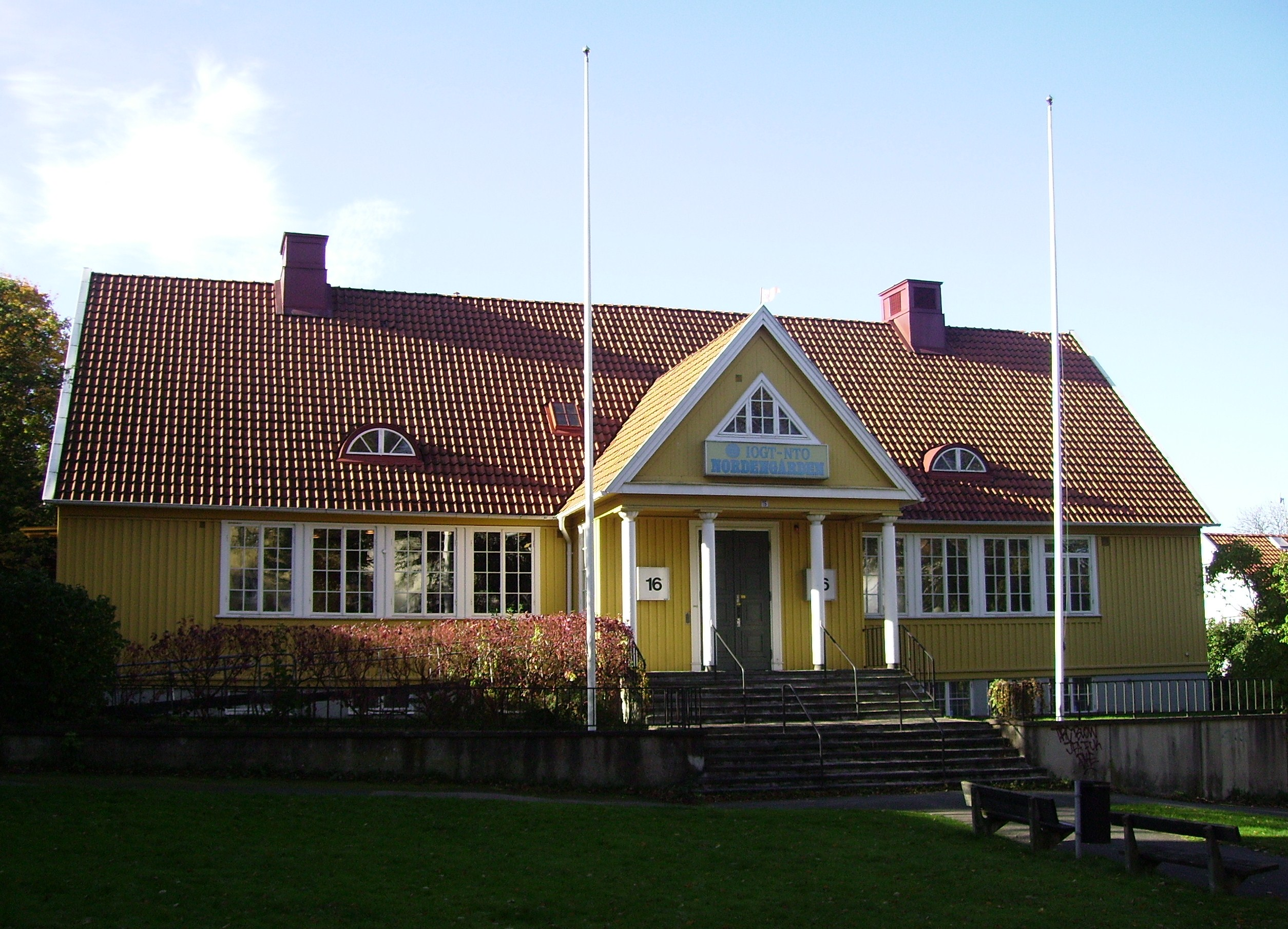
Församlingshem i Bagaregården